# Jiangsu FC
Jiangsu Football Club was een Chinese voetbalclub uit Nanking. De club is opgericht in 1958 als amateurvereniging en ging in 1994 verder als professioneel voetbalteam. De thuiswedstrijden worden gespeeld in het Nanking Olympisch Sportcentrum gespeeld, dat plaats biedt aan 61.443 toeschouwers. De clubkleuren zijn blauw-wit. In 2020 werd de club voor het eerst landskampioen.
In februari 2021 werd aangekondigd dat de club al zijn activiteiten zou stopzetten vanwege zware financiële problemen.

## Naamswijzigingen
| Jaar | Naam                    | Bijzonderheid |
| ---- | ----------------------- | ------------- |
| 1958 | Jiangsu Provincial Team | Amateurclub   |
| 1994 | Jiangsu Maint           | Oprichting    |
| 1995 | Jiangsu FC              |               |
| 1996 | Jiangsu Jiajia          |               |
| 2000 | Jiangsu Sainty          |               |
| 2015 | Jiangsu Suning FC       |               |
| 2020 | Jiangsu FC              |               |

## Bekende (ex-)spelers
- Cristian Dănălache
- Jô
- Miranda
- Ramires
- Trent Sainsbury
- Sammir
- Ivan Santini
- Alex Teixeira

## Trainers
- Dan Petrescu (2015-16)
- Fabio Capello (2017-18)
- Cosmin Olăroiu (2018-21)